# Otomitsu
OTOMITSU（オトミツ）は、日本のトラックメイカー・音楽プロデューサー。トラックメイカーが多く所属するクルーOddboseのメンバーであり、Takuanと共にレーベル「Marvelous Oddball Records」を主宰している。

## 概要
活動開始時期は不明だが2007年頃より、Webを中心にビートテープを配信開始。
AKAI professional公認のMPCバトル 「Goldfinger's Kitchen」に2009年、2010年出場。
初仕事としては2010年にMIKRISが配信限定リリースした「MORE STREET MADNESS EP」に収録「Bad News Remix」。一般公募して送られてきた多くのトラックから唯一、採用される。2011年にはWEBサイト『YAPPARI HIP HOP』のビートメイカー・サポート企画『DO YOU MAKE BEATS』へトラックを提供する。使用機材はMPC2000XL。

## ディスコグラフィ
- 『Beat Tape vol.1』 (2007年)
- 『Beat Tape vol.2』 (2009年)
- 『Beat Tape vol.3』 (2010年)
- 『Beatssssss』(2011年)
- 『Beats 10inch』(2011年)
- 『O-bose Section 1 -Beatssssss outtake-』(2012年)

## その他プロデュース
- MIKRIS "Bad News Remix" (2010年)
- MIKRIS "HUMAN ERROR feat. B.D. the Brobus and JBM" (2011年)